# دارخزک هیوم
دارخزک هیوم (نام علمی: Certhia manipurensis) نام گونه‌ای از سرده دارخزک‌ها است.